# Stanisław Kostanecki
Stanisław Kostanecki (ur. 16 kwietnia 1860 w Myszakowie, zm. 15 listopada 1910 w Würzburgu) – polski chemik, profesor Uniwersytetu w Bernie, twórca chemii flawonoidów, badacz barwników roślinnych.

## Życiorys
Syn właściciela ziemskiego Jana Nepomucena Kostaneckiego i Michaliny z Dobrowolskich. Brat Antoniego Kostaneckiego – ekonomisty, rektora Uniwersytetu Warszawskiego i Kazimierza Kostaneckiego – lekarza, rektora Uniwersytetu Jagiellońskiego.
Uczył się najpierw w szkole realnej w Poznaniu, potem studiował na Uniwersytecie Fryderyka Wilhelma w Berlinie. Od 1886 pracował w Szkole Chemicznej w Miluzie, gdzie został zastępcą dyrektora. W 1889 roku został doktorem na Uniwersytecie w Bazylei, w 1890 profesorem na Uniwersytecie w Bernie. W trakcie kariery akademickiej wypromował 161 doktorów. Członek Polskiej Akademii Umiejętności, kawaler Orderu Legii Honorowej.
Jeden z najwybitniejszych polskich chemików-organików; opublikował około 200 prac naukowych w języku niemieckim i polskim. Podczas studiów na Uniwersytecie w Berlinie zajął się zagadnieniem budowy i syntezy barwników roślinnych, publikując m.in. z K. Liebermannem na temat barwników azowych i z Augustynem Bistrzyckim o syntezie dwuhydroksykrantonu. Jako pierwszy, w 1910 wraz z Janiną Miłobędzką i Wiktorem Lampe (lub z Tadeuszem Miłobędzkim) określił skład chemiczny kurkuminy. Współpracował też z Kazimierzem Funkiem. Kostanecki i Stefan Niementowski opracowali metodę syntezy kwasu nitrokokkowego, stanowiącego jeden z etapów syntezy kwasu karminowego. Reakcja Kostaneckiego to metoda otrzymywania kromonów oraz pochodnych kumaryny.

## Upamiętnienie
- Polskie Towarzystwo Chemiczne od roku 1978 przyznaje Medal Stanisława Kostaneckiego za wybitne osiągnięcia w zakresie chemii organicznej[6].
- Imię Braci Kostaneckich nosi od 2005 roku Zespół Szkół Ponadgimnazjalnych w Zagórowie.
- W 2009 r. odsłonięto tablicę pamiątkową w miejscu pochówku Stanisława Kostaneckiego (Kazimierz nad Nerem) z inicjatywy Polskiego Towarzystwa Chemicznego[7].

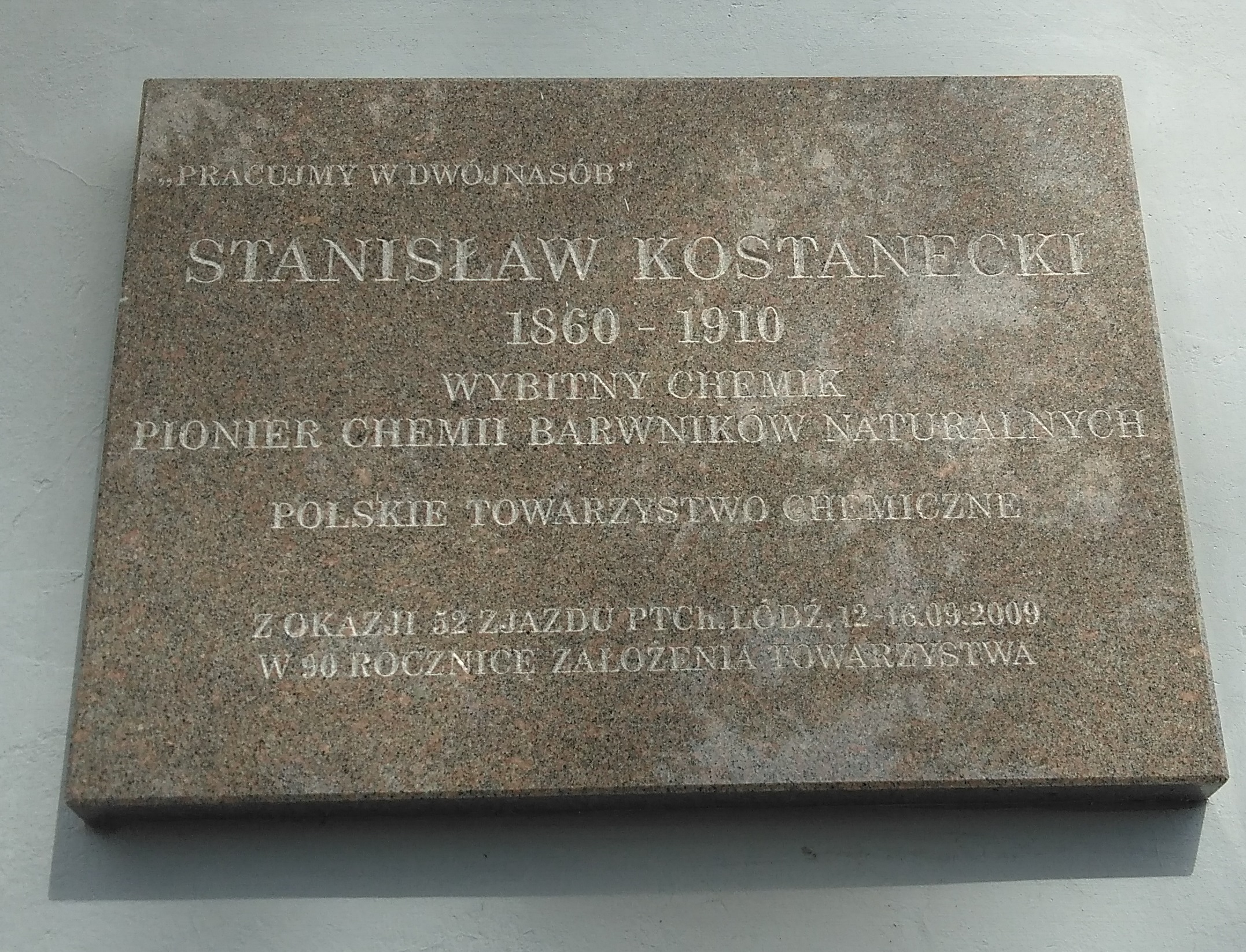
Tablica pamiątkowa odsłonięta w 2009 r. w miejscu pochówku Stanisława Kostaneckiego.